# Hans Lachman
Hans Lachman (Berlijn, 7 maart 1906 – 27 juni 1990) was een Nederlands componist van Duitse afkomst.

## Achtergrond
Hans Lachman kwam als Heinz Lachmann op 7 maart 1906 ter wereld in Berlijn. Als jongetje kreeg hij zijn eerste pianolessen van zijn moeder. In de jaren twintig studeerde hij wis- en natuurkunde onder wetenschappers als Albert Einstein, Niels Bohr en Max Planck, waarbij hij zijn studiegeld verdiende als trombonist. Nadat hij bij een belangrijke platenmaatschappij als arrangeur aan de slag kon, koos hij voor het beroep van musicus. Lachmann bespeelde verschillende blaas- en toetsinstrumenten, o.a. saxofoon en trombone.

## Leven
Kort na de machtsovername door de nationaalsocialisten in 1933 vluchtten Lachmann en zijn vrouw naar Amsterdam. Na de oorlog veranderde Heinz Lachmann zijn naam in Hans Lachman. Zes jaar later werd hij tot Nederlander genaturaliseerd.

## Carrière
Na aankomst in Nederland vond Lachman emplooi als trombonist en arrangeur in het Tuschinski-orkest van Max Tak. Ook maakte hij kort deel uit van The Ramblers. Tot de verordeningen van de bezetter het hem onmogelijk maakten, werkte hij voor de Snip en Snap Revue. Daarna trad hij toe tot het Joodsch Amusementsorkest onder leiding van Bernard Drukker, dat merendeels bestond uit musici die vanwege hun Jood-zijn werden ontslagen bij de omroepensembles. Ook speelde hij in het Joodsch Symphonie Orkest tot de situatie hem en zijn gezin noopte onder te duiken in Noord-Limburg, geholpen Pastoor Henri Vullinghs uit Grubbenvorst. Als dank voor diens hulp componeerde Lachman - onder het pseudoniem H.J. van Limburg - een Requiem.
Rond 1950 formeerde hij het Ensemble Lachman, met blazers van het Concertgebouworkest, dat zeer regelmatig op de radio (NCRV) te horen was. Eveneens bij de NCRV was hij leider van het Melodia sextet en het ensemble Moments musicaux.
Lachman schreef honderden composities en arrangementen voor diverse andere omroepensembles (zowel klassieke als amusementsmuziek). 
Ook verzorgde hij regelmatig de muziek bij radiodocumentaires die Gabri de Wagt en Bob Uschi maakten.
Met het veranderen van de muzikale stijl in het Nederland van de jaren '60 raakte Lachman - net als veel van zijn vakgenoten - in de vergetelheid.
Geruime tijd na zijn dood - in 1990 - werd een groot deel van zijn klassieke oeuvre aangetroffen in een schuurtje. Deze collectie vond onderdak bij het Nationaal Muziek Instituut (nu onderdeel van het Haags Archief).

## Composities (selectie)
- Amsterdam (1958), radiofonische cantate voor sopraan, tenor, bariton, bas, gemengd koor en orkest (tekst: Evert Werkman)
- Artis suite (1958), voor fluit (+piccolo), hobo (+althobo), klarinet, fagot, hoorn en piano
- Concertino, voor piano en orkest
- Concerto, voor viool en orkest
- Homo et mundus (1961), radiofonische cantate voor sopraan, tenor, bariton, bas, gemengd koor, orkest en tape (tekst: Hans Freudenthal, Prix Italia 1961)
- Houtblazerssuite, voor 2 fluiten, 2 hobo's, althobo en 2 fagotten
- Jiskor
- De lange weg, illustratieve muziek bij de gelijknamige documentaireserie van Gabri de Wagt en Bob Uschi
- Onze vriend - de vijand, illustratieve muziek bij de gelijknamige documentaire van Gabri de Wagt en Bob Uschi (Prix Italia 1956)
- Requiem (1960)
- Stammen van Israel, radiofonische cantate voor voorzanger, tenor, koor en orkest (tekst: Jacob Soetendorp)
- Symphonie concertante, voor fluit, hobo, clarinet, fuga, hoorn en orkest
- Variaties, voor trombone en strijkorkest